# Klodian Duro
Klodian Duro (Tirana, 21 december 1977) is een voormalig Albanees voetballer die sinds 2010 voor het Oostenrijkse LASK Linz speelde. Eerder kwam hij onder meer uit voor Galatasaray SK, Malatyaspor,  KF Partizani Tirana, Rizespor, Arminia Bielefeld, SK Tirana, Omonia Nicosia, en Apollon Limassol.

## Interlandcarrière
Duro speelde sinds 2001 in totaal 77 officiële interlands voor het Albanese nationale team en scoorde zes keer. Hij maakte zijn debuut voor de nationale ploeg op woensdag 25 april 2001 in de vriendschappelijke uitwedstrijd tegen Turkije. Albanië won dat duel met 2–0 dankzij treffers van Alban Bushi en Ervin Skela. Duro trad na 89 minuten aan als vervanger van Altin Haxhi.